# Liga de la Juventud Democrática de Japón
Liga de la Juventud Democrática de Japón (日本民主青年同盟, Nihon Minshu Seinen Dōmei; abreviado 民青, Minsei) es una organización juvenil política de carácter voluntario de Japón.
La LJDJ es el ala juvenil del Partido Comunista Japonés y a nivel internacional forma parte de la Federación Mundial de la Juventud Democrática. Define su propósito como una "organización juvenil voluntaria en respuesta a la demanda de la juventud, luchando por una vida mejor, la paz, la independencia, la democracia y el progreso social". Sus principales actividades se enfocan a los movimientos pacifistas, oposición a ensayos militares, trabajos voluntarios y actividades educacionales.

## Historia
La LJDJ fue fundada el 5 de abril de 1923 en el Imperio del Japón bajo el nombre de "Liga de la Juventud Comunista Japonesa", influenciada por la Revolución Bolchevique en Rusia. Como el Partido Comunista Japonés, se centró en la reivindicación del derecho al sufragio para los jóvenes japoneses de 18 años en adelante, por el derrocamiento del sistema imperial, por el pago igualitario a igual trabajo y por su oposición a la militarización.
Tras la Segunda Guerra Mundial, se estableció legalmente la Liga de la Juventud Comunista de Japón. Más tarde, fue renombrada como Liga de la Juventud Democrática. Tras el abandono del PCJ del marxismo-leninismo y la adopción del socialismo científico como ideología, la organización adoptó su actual nombre.